# Molophilus kallemuelleri
Molophilus kallemuelleri är en tvåvingeart som beskrevs av Mendl 1984. Molophilus kallemuelleri ingår i släktet Molophilus och familjen småharkrankar. Inga underarter finns listade i Catalogue of Life.